# Mallophora crocuscopa
Mallophora crocuscopa är en tvåvingeart som beskrevs av Artigas och Angulo 1980. Mallophora crocuscopa ingår i släktet Mallophora och familjen rovflugor.
Artens utbredningsområde är Paraguay. Inga underarter finns listade i Catalogue of Life.